# Irina Strajova
Irina Strajova (Novosibirsk, Unión Soviética, 4 de marzo de 1959) fue una atleta soviética, especializada en la prueba de 10 km marcha en la que llegó a ser campeona mundial en 1987.

## Carrera deportiva
En el Mundial de Roma 1987 ganó la medalla de oro en los 10 km marcha, con un tiempo de 44:12 segundos que fue récord de los campeonatos, llegando a la meta por delante de la australiana Kerry Saxby y la china Yan Hong (bronce).